# Крутько Андрій Володимирович
Андрій Володимирович Крутько — старший лейтенант окремого загону спеціального призначення НГУ «Азов» Національної гвардії України, учасник російсько-української війни, що загинув у ході російського вторгнення в Україну в 2022 році.

## Життєпис
Андрій Крутько народився 1980 року в місті Ніжині на Чернігівщині. Після закінчення загальноосвітньої школи в рідному місті здобув дві вищі освіти, крім того, мав медичний фах фельдшера. Закінчив Ніжинський медичний коледж, де працює його мати Людмила Миколаївна Крутько. З початку війни на сході України пішов на фронт. Військову службу з літа 2014 року проходив у складі окремого загону спеціального призначення НГУ «Азов» Національної гвардії України: воював у Широкиному Маріупольського району, поблизу Гранітного Волноваського району на Донеччині. З початком російське вторгнення в Україну перебував на передовій, в Маріуполі. Коли 11 квітня 2022 року по позиціях азовців ворог застосовав хімічну зброю, Андрій Крутько описував симптоми, документуючи цей військовий злочин. Загинув 15 квітня, надаючи невідкладну допомогу пораненим в укритті під «Азовсталлю». На азовців скинули трьохтонну авіабомбу, яка завалила підземні поверхи. 5 травня 2022 року Указом Президента України старший лейтенант Андрій Крутько був нагороджений орденом «За мужність» ІІІ ступеня посмертно.

## Нагороди
- Орден «За мужність» III ступеня (2022, посмертно) — за особисту мужність і самовіддані дії, виявлені у захисті державного суверенітету та територіальної цілісності України, вірність військовій присязі [4].